# Solanum delicatulum
Solanum delicatulum är en potatisväxtart som beskrevs av Lyman Bradford Smith och Robert Jack Downs. Solanum delicatulum ingår i släktet skattor som ingår i familjen potatisväxter. Inga underarter finns listade i Catalogue of Life.